# شهرستان ویلیامز (اوهایو)
شهرستان ویلیامز، اوهایو (به انگلیسی: Williams County, Ohio) یک سکونتگاه مسکونی در ایالات متحده آمریکا است که در اوهایو واقع شده‌است.